# Mamadou Coulibaly (Fußballspieler, 2004)
Mamadou Coulibaly (* 21. April 2004 in Paris) ist ein französisch-malischer Fußballspieler, der aktuell bei der AS Monaco in der Ligue 1 spielt.

## Karriere

### Verein
Coulibaly begann seine fußballerische Ausbildung beim FC Sevran. Über den FC Villepinte und den FC Épinay, welche beide ebenfalls Vororte seiner Geburtsstadt Paris sind, wechselte er im Sommer 2019 in die Jugendakademie der AS Monaco. Dort spielte er im Januar 2022 bereits eine Partie in der Coupe Gambardella mit der U19-Mannschaft. Im Mai 2022 unterschrieb er bei den Monegassen seinen ersten Profivertrag bis Juni 2025. In der Saison 2022/23 stand er bereits einmal im Kader der Profis in der Ligue 1, wa ansonsten jedoch Stammspieler bei den A-Junioren. Am 18. Februar 2024 (22. Spieltag) debütierte für die Profimannschaft, als er im Ligaspiel gegen den FC Toulouse in der ersten Hälfte für den verletzten Mohamed Camara eingewechselt wurde.

### Nationalmannschaft
Seit März 2024 spielte Coulibaly für die französische U20-Nationalmannschaft.